# Nie Yuanzi
Nie Yuanzi (chinesisch 聂元梓 Pinyin: Niè Yuán zǐ; * 5. April 1921 Huaxian (Prov. Hunan); † 28. August 2019) war jene Universitätsassistentin an der Peking-Universität, deren Wandplakat am 25. Mai 1966 den Anfang der Kulturrevolution darstellte.
Nie war in den frühen 1960er Jahren Assistentin am Institut für Wirtschaftswissenschaften der Peking-Universität und wechselte später in das Philosophie-Institut. Aufgrund von ideologischen Fragen war sie in einen schweren Konflikt mit dem Universitätsrektor Lu Ping verstrickt; Nie wurde aufgrund dieses Konfliktes gemeinhin als linksradikal eingestuft. Im Mai 1966 wurde sie von Kang Sheng und dessen Frau zum Schreiben und zur Veröffentlichung ihres Wandplakates angestiftet. Während der Kulturrevolution war Nie dann Vorsitzende des Kulturrevolutionskomitees an der Peking-Universität.
Nach Ende der Kulturrevolution setzte Deng Xiaoping sich persönlich dafür ein, dass Nie der Prozess gemacht wurde. Die Strafe fiel mit 10 Jahren Haft sehr hoch aus. Dies wird darauf zurückgeführt, dass Deng überzeugt war, dass Nie persönlich für die Folterungen seines Sohnes Deng Pufang verantwortlich war.